# Artère œsophagienne
Les artères œsophagiennes sont les artères du thorax qui vascularisent l'œsophage.
Elles forment un ensemble anastomotique à partir de trois origines :
- les rameaux œsophagiens de l'artère thyroïdienne inférieure dans son tiers supérieur,
- les rameaux œsophagiens de l'aorte thoracique dans son tiers moyen,
- les rameaux œsophagiens de l'artère gastrique gauche dans son tiers inférieur.